# Mađarske narodne priče
Mađarske narodne priče (mađ. Magyar népmesék) mađarska je crtana serija. Svaka epizoda sadrži delimično izmenjen scenario priča iz mađarskog naroda. Autori su obratili posebnu pažnju mađarskim motivima u epizodama.
U Srbiji, Hrvatskoj, Crnoj Gori, Bosni i Hercegovini i Severnoj Makedoniji serija je premijerno prikazana 2008. godine na kanalu Minimaks, sinhronizovana na srpski jezik. Sinhronizaciju prvih 8 sezona radio je studio Supersonik. Distribuciju i produkciju sinhronizacije uradila je kompanija Cabo Internacional. Devetu sezonu sinhronizovao je studio Klarion. Nijedna sinhronizacija nema DVD izdanja.

## Spoljašnje veze
- Mađarske narodne priče na sajtu port.rs.
- Mađarske narodne priče na sajtu minimaxtv.rs.